# 索爾多河
索爾多河（義大利語：Sordo）是意大利的河流，位於翁布里亞東部，河道全長約7公里，發源自諾爾恰以南約1公里，最終在諾爾恰以西注入科爾諾河。